# 纳塔利娅·帕杰林娜
纳塔利娅·帕杰林娜（Natalia Paderina，1975年11月1日—），俄罗斯射击运动员，北京奥运会10米气手枪银牌获得者。
帕杰林娜从1991年开始射击训练，她是2006年射击世锦赛和2007年世界杯总决赛女子气手枪项目冠军，并长期占据世界第一。
在雅典奥运会女子气手枪比赛中以481.9环获得第5名，在随后的女子运动手枪项目中预赛只打出572环位列第23名，资格赛遭遇淘汰。在北京奥运会10米气手枪比赛中，帕杰林娜以491环的预赛第一名成绩进入决赛，最终不敌中国射手郭文珺获得一枚银牌。